# Francisco Macías Nguema

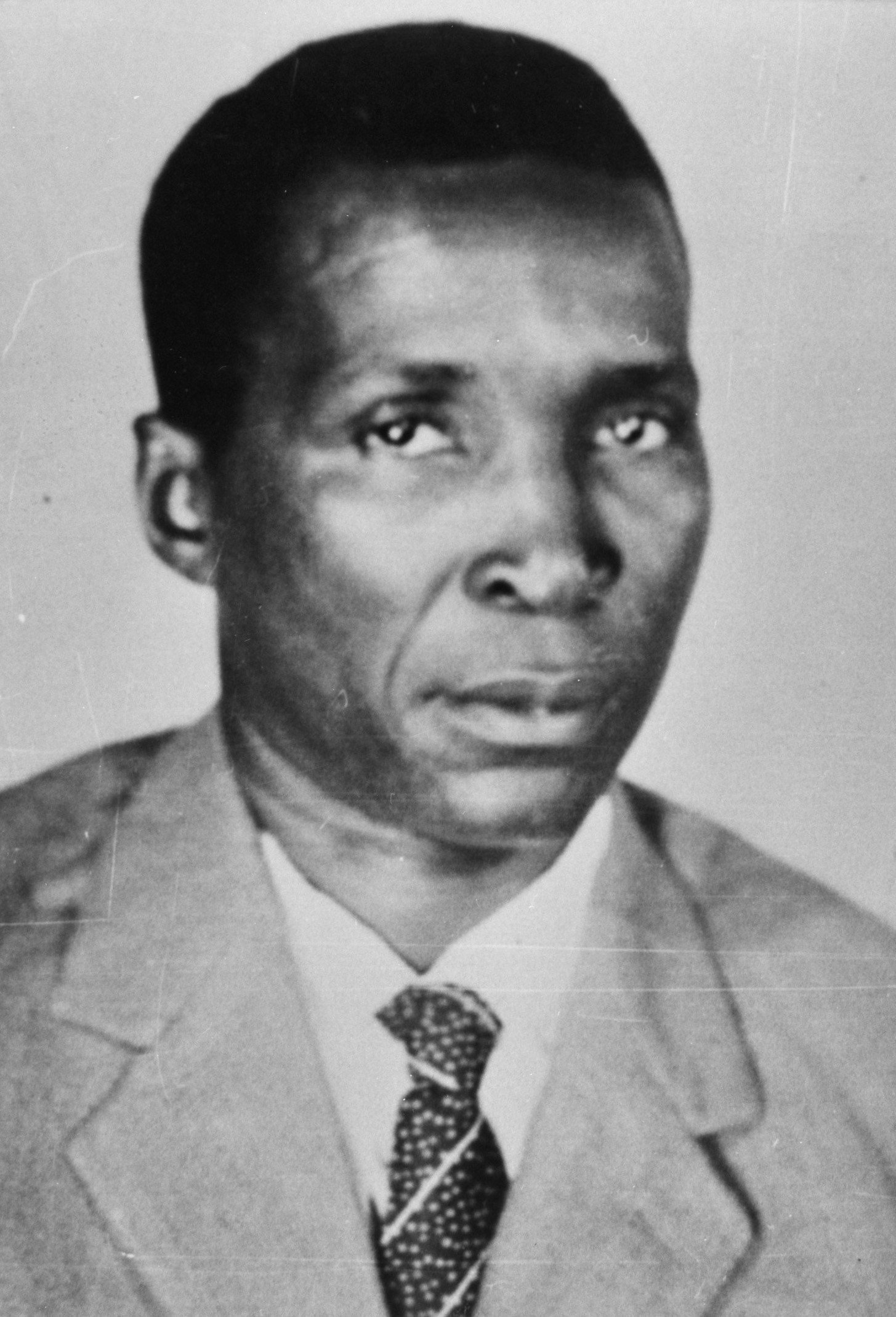
Francisco Macías Nguema in 1968

Francisco Macías Nguema (Nsegayong, 1 januari 1924 – Malabo, 29 september 1979) was van 1968 tot 1979 president van Equatoriaal-Guinea.

## Politieke carrière
Macías Nguema, een nationalist en marxist, werkte aanvankelijk voor de Spaanse koloniale regering. In 1963 verkreeg Equatoriaal-Guinea autonomie en werd de gematigde nationalist Bonifacio Ondó Edu minister-president en Macías Nguema vicepremier. Macías Nguema richtte de marxistische Partido Unido Nacional op en bestreed het in zijn ogen te gematigde regime van Ondó Edu.
In 1968 werd Equatoriaal-Guinea een onafhankelijke republiek. De presidentsverkiezingen werden door Macías Nguema gewonnen. Zijn voornaamste rivaal, ex-premier Bonifacio Ondó Edu, verloor de verkiezingen en werd wegens 'politieke misdaden' gevangengezet. In 1969 pleegde Ondó Edu volgens de officiële lezing zelfmoord, doch moord lijkt zeker niet uit te sluiten.
In februari 1969 hield president Macías Nguema een felle, tegen Spanje gerichte toespraak. De in Equatoriaal-Guinea wonende Spanjaarden raakten in paniek en ontvluchtten massaal het land. Als gevolg van de ontstane chaos en paniek verbrak Spanje de diplomatieke betrekkingen. Minister van Buitenlandse Zaken, Atanasio Ndongo van Equatoriaal-Guinea, pleegde daarop een mislukte staatsgreep. Het lag in zijn bedoeling Macías Nguema af te zetten en zelf president te worden om zo de betrekkingen met Spanje te herstellen.
Na de mislukte couppoging besloot Macías Nguema zijn positie te verstevigen en verbood in 1970 alle politieke partijen behalve zijn eigen Partido Único Nacional de los Trabajadores (PUNT). In mei 1971 werd de grondwet gedeeltelijk buiten werking gezet, waardoor de macht van de president werd vergroot. In 1972 liet hij zich tot "president voor het leven" uitroepen en een jaar later werd de landsnaam van Republiek Equatoriaal-Guinea gewijzigd in Volksrepubliek Equatoriaal-Guinea. De naam van de hoofdstad Santa Isabel werd gewijzigd in Malabo.

### Dictatuur
Rondom president Macías Nguema ontstond een ware persoonlijkheidscultus. Steden (w.o. Bioko, dat tot Nguema Byogo werd omgedoopt), straten en gebouwen werden naar de president vernoemd en het idee werd gewekt dat de president een soort goddelijk persoon was. Een van de bijnamen van de president (die hij overigens zelf had uitgekozen) was "Uniek Mirakel". De paranoïde president vertrouwde op een gegeven moment niemand meer behalve familieleden.
In 1976 sloot Macías Nguema alle openbare scholen en werden alle 60.000 Nigeriaanse arbeiders het land uitgezet. Alle buitenlanders - voor zover die nog niet vrijwillig uit het land vertrokken waren - werden het land uitgezet. In 1978 werden kerkdiensten en godsdienstoefeningen verboden.
Vanaf halverwege de jaren 70 startte president Macías Nguema een zgn. "anti-intellectuele campagne". Alle onderwijsinstituten (voor zowel lager als hoger onderwijs) werden gesloten en zelfs het woord "intellectueel" werd in de ban gedaan. Naast de anti-intellectuele campagne bestond er ook een "Afrikanisatie campagne". In het kader van deze campagne moesten alle naamsverwijzingen naar het vroegere koloniale verleden verdwijnen. De naam van de hoofdstad Santa Isabel werd gewijzigd in Malabo. De president wijzigde zijn naam in het Afrikaanse Masie Nguema Biyogo Ñegue.
Het regime van Macías Nguema (dat zogenaamd voor marxistisch en communistisch moest doorgaan) werd al die tijd gesteund door de Sovjet-Unie. De Sovjets waren bereid de dictator te steunen vanwege de strategische ligging van het land.
Tijdens het regime van Macías Nguema vond massale genocide plaats. Naar schatting een derde van de bevolking kwam hierbij om. Daar kwam bij dat ruim een derde van de bevolking naar het buitenland was gevlucht. De gevangenissen zaten vol met (vermeende) politieke tegenstanders.
Nguema liet de vreemdste wetten invoeren, zoals het verbieden van schoenen. En hij veranderde het Oudjaarsfeest in zijn geboortefeest. Dus op 31 december telde men in Equatoriaal-Guinea af tot de geboorte van Nguema en feliciteerden ze iedereen met de verjaardag van de almachtige leider. 
Het vertrouwen dat Macías Nguema in zijn familie stelde bleek achteraf onterecht. Zijn neef en onderminister van Defensie, kolonel Teodoro Obiang Nguema Mbasogo pleegde op 3 augustus 1979 een staatsgreep en liet zijn oom terechtstellen wegens machtsmisbruik. Macías Nguema had gedurende zijn schrikbewind zijn eigen bevolking zoveel angst ingeboezemd, dat niemand bereid was deel te nemen aan het executiepeloton. Uiteindelijk is Macías door een Marokkaans vuurpeloton doodgeschoten.